# I (Who Have Nothing)
I (Who Have Nothing) è il primo singolo del gruppo britannico The Spectres, che poi cambiarono nome in Status Quo, pubblicato nel 1966 dalla Piccadilly Records in formato 7".

## Il disco
Si tratta di una cover di Uno dei tanti, scritta nel 1961 da Mogol e Carlo Donida e portata al successo da Joe Sentieri, in seguito ripresa da Leiber/Stoller e lanciata nel mercato discografico americano col titolo di I (Who Have Nothing). La canzone viene portata al successo da Ben E. King, giungendo nelle Top 30 USA, ma la versione più conosciuta rimane probabilmente quella di Shirley Bassey pubblicata nel 1963.
Nel 1966 i futuri Status Quo realizzano un nastro dimostrativo del brano in versione beat, che il loro manager Pat Barlow fa ascoltare a Ronnie Scott, un musicista che lavora per la Valley Music. Grazie all'interessamento di quest'ultimo, il demo giunge all'attenzione del talent scout della Piccadilly Records John Schroeder, il quale, colpito dalla qualità dell'incisione, decide di conoscere la band e di vederla suonare anche dal vivo. Schroeder fa visita al gruppo mentre si esibisce al Charlie Chester's Casino di Londra e poi mentre prova in una cantina per realizzare nuovi pezzi, e decide di metterlo sotto contratto per cinque anni con l'etichetta Piccadilly, il 18 luglio 1966. Il primo singolo che gli Spectres incidono dopo la firma dell'accordo è proprio questa canzone, pubblicato nel settembre del 1966, coi membri del gruppo ancora adolescenti. Il 45 giri non riesce però a entrare nelle classifiche britanniche.
L'incisione, dopo essere stata per anni introvabile, è stata inclusa in alcune antologie di prime incisioni e rarità del gruppo, quali ad esempio la raccolta The Singles Collection, pubblicata dalla Castle Communications nel 1998.

## Altre versioni
- 1979, Sylvester sia come singolo che nell'album Stars
- 1993, Neil Diamond nell'album Up on the Roof: Songs from the Brill Building
- 2021, Peter Hammill nell'album In Translation

## Tracce
Lato A
1. I (Who Have Nothing) – 3:01 (Carlo Donida, Jerry Leiber, Mike Stoller)

Lato B
1. Neighbour Neighbour – 2:43 (Alton Joseph Valier)

## Formazione
- Francis Rossi (chitarra solista, voce)
- Alan Lancaster (basso, voce)
- Roy Lynes (organo, pianoforte)
- John Coghlan (percussioni)